# 羅克福爾斯鎮區 (內布拉斯加州霍爾特縣)
羅克福爾斯鎮區（英語：Rock Falls Township）是位於美國內布拉斯加州霍爾特縣的一個行政鎮區。

## 地方資料
羅克福爾斯鎮區的面積為93.30平方千米，皆為陸地。根據2020年美國人口普查的數據，當地共有人口45人，而人口密度為每平方千米0.48人。